# Morva Izidor

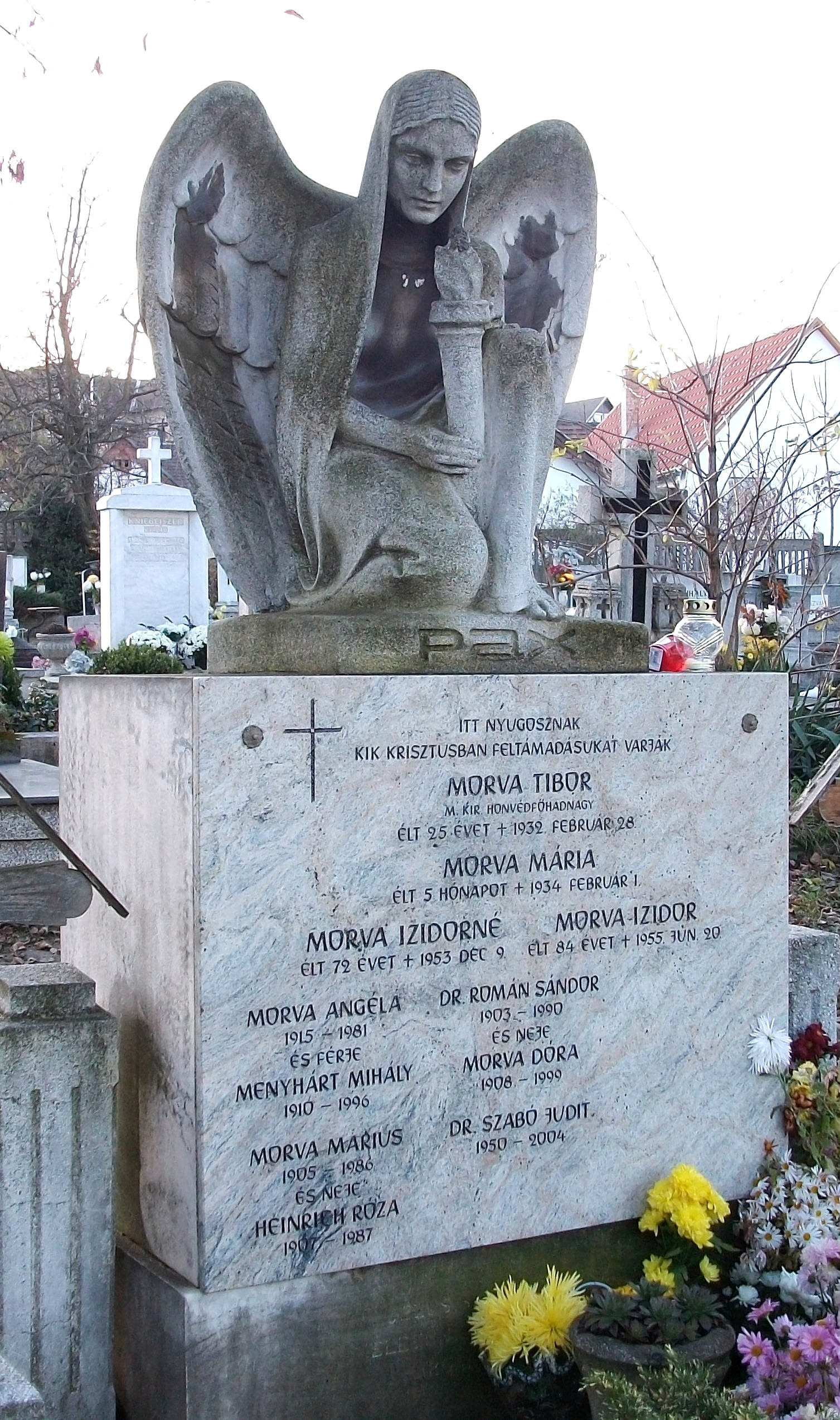
A Morva család sírja a dorogi temetőben

Morva Izidor (Selmecbánya, 1871. március 30. – Dorog, 1955. június 20.) dorogi főjegyző.

## Élete
1920-ban főjegyzővé választották Dorogon, ezt a tisztséget 1937-ig tartotta. Több dorogi épület létrejötte fűződik a nevéhez (Községháza, Hősök emlékműve, Mária-barlang) Volt megyebizottsági tag, vármegyei jegyzőegyesületi tag, valamint elnöke a dorogi takarékpénztárnak. Esztergomi és budapesti lapoknak tudósított.